# Циклопентадиенилникельнитрозил
Циклопентадиенилникельнитрозил — комплексное, органическое соединение никеля, тёмно-красная жидкость, чрезвычайно токсично. Было открыто командой химиков из The International Nickel Company. Молекулярная формула (C5H5)NiNO. Может быть получено обработкой никелоцена азотной кислотой.